# Grand Prix de Tennis de Lyon 2009
Grand Prix de Tennis de Lyon 2009 — тенісний турнір, що проходив на кортах з твердим покриттям у місті Ліон, Франція з 26 жовтня . Належав до категорії ATP World Tour 250, був турніром серії Open Sud de France 2009 року.

## Фінальна частина

### Одиночний розряд
Іван Любичич —  Мікаель Льодра 7–5, 6–3

### Парний розряд
Жульєн Беннето /  Ніколя Маю —  Арно Клеман /  Себастьян Грожан 6–4, 7–6(10–8)